# IC 1264
IC 1264 — галактика типу SB0 (компактна витягнута галактика) у сузір'ї Геркулес.
Цей об'єкт міститься в оригінальній редакції індексного каталогу.